# Capreolucanus sicardi sicardi
Capreolucanus sicardi sicardi es una subespecie de coleóptero de la familia Lucanidae.

## Distribución geográfica
Habita en Vietnam.